# Tulbaghia alliacea
Tulbaghia alliacea là một loài thực vật có hoa trong họ Amaryllidaceae. Loài này được L.f. miêu tả khoa học đầu tiên năm 1782.